# Private Bank
Private Banken (auch: Privatbanken) sind Kreditinstitute, die privatrechtliche Rechtsformen aufweisen und deren Gesellschafter weder die öffentliche Hand noch Mitglieder einer Genossenschaft sind.

## Allgemeines
In Deutschland gibt es ein Drei-Säulen-Modell, das sich aus öffentlich-rechtlichen Banken, genossenschaftlichen Instituten und den privaten Banken zusammensetzt. Diese drei Gruppen unterscheiden sich insbesondere durch die Art ihrer Gesellschafter. Während bei öffentlichen Banken als Gesellschafter der Bund (etwa bei der KfW), die Bundesländer (oft bei Landesbanken und Förderbanken) oder die Gemeinden (Sparkassen) fungieren, sind es bei genossenschaftlich orientierten Banken die nach dem Genossenschaftsgesetz organisierten Mitglieder einer Genossenschaftsbank. Privatbanken können demnach als Restgröße verstanden werden, zu der alle übrigen Gesellschafterkreise gehören. Alle im privaten Besitz befindlichen Institute sind demnach Privatbanken. Dazu gehört auch im weiteren Sinne die Gruppe der Spezialbanken (Realkreditinstitute, private Bausparkassen), Hausbanken (VW Bank oder BMW Bank) und Branchenbanken (Bank für Sozialwirtschaft oder Pax-Bank). Sie weisen ein hohes Klumpenrisiko bei ihren Kreditportfolios auf.

## Einteilung der Deutschen Bundesbank
Die Deutsche Bundesbank kennt den Begriff „private Banken“ nicht und nimmt ihre Einteilung der Kreditinstitute nach Bankengruppen aufgrund bankaufsichtlicher Gesichtspunkte vor:
- Einlagenkreditinstitute (heute: CRR-Kreditinstitute)
  - Kreditbanken
    - Großbanken (3)
    - Regionalbanken und sonstige Kreditbanken (163)
    - Zweigstellen ausländischer Banken (109)

  - Institute des Sparkassensektors
    - DekaBank Deutsche Girozentrale
    - Landesbanken (8)
    - öffentlich-rechtliche Sparkassen (412)
    - Freie Sparkassen (5)

  - Institute des Genossenschaftssektors
    - Genossenschaftliche Zentralbanken (1)
    - Kreditgenossenschaften (Raiffeisenbanken) (1065)
    - Sonstige Kreditinstitute des Genossenschaftssektors (13)

  - Realkreditinstitute
    - Private Hypothekenbanken, Schiffsbanken, sonstige private Realkreditinstitute (15)

  - Banken mit Sonderaufgaben
    - öffentliche Rechtsform (11)
    - private Rechtsform (8)
- Wertpapierhandelsbanken
- Sonstige Kreditinstitute mit Teilkonzession oder in Liquidation

Die Privatbanken gehören demnach statistisch zum Aggregat der Kreditbanken; sie bildeten bis Dezember 1998 die eigenständige Gruppe der Privatbankiers.

## Arten
Man unterscheidet bankbetrieblich zwischen Großbanken, Regionalbanken, von Privatbankiers geführte Privatbanken und Auslandsbanken.
- Großbanken sind gekennzeichnet durch ihr überregionales, deutschlandweites Geschäftsgebiet und die Rechtsform einer Aktiengesellschaft.
- Regionalbanken sind in ihrem Geschäftsgebiet auf eine bestimmte Region begrenzt.
- Privatbanken im engeren Sinne haben in Deutschland die Rechtsform einer Personenhandelsgesellschaft (Kommanditgesellschaft, offene Handelsgesellschaft), in der Schweiz einer Kollektivgesellschaft oder Kommanditgesellschaft (siehe Privatbankier#Begriffsabgrenzung).
- Auslandsbanken sind Kreditinstitute, deren Sitz sich im Ausland befindet und mindestens eine Zweigstelle im Inland unterhalten. Diese gelten nach § 53 KWG als Kreditinstitut und müssen die meisten bankaufsichtsrechtlichen deutschen Bestimmungen erfüllen.

Die ca. 230 privaten Banken in Deutschland sind im Bundesverband deutscher Banken (BDB) zusammengeschlossen. Insgesamt kann man davon ausgehen, dass es in Deutschland etwa 45 Privatbanken im engeren Sinne gibt.

## Rechtsfragen
Die Rechtsform des Einzelkaufmanns ist nach § 2b Abs. 1 KWG für alle Kreditinstitute nicht gestattet. Die Begriffe Bank oder Bankier sind nach § 39 Abs. 1 KWG geschützt und dürfen nur von der im Gesetz abschließend aufgezählten Gruppe geführt werden. In der Schweiz ist Bankier durch eine Kollektivmarke geschützt, die beim Eidgenössischen Institut für Geistiges Eigentum in Bern hinterlegt ist.
Während § 340k Abs. 1 HGB allgemein von Kreditinstituten verlangt, dass sie ihren Jahresabschluss durch Wirtschaftsprüfer prüfen lassen müssen, gibt es in § 340k Abs. 2 und 3 HGB Ausnahmeregelungen wegen der Besonderheiten der Prüfungsträger (Prüfungsverbände) beim Jahresabschluss für Genossenschaften und Sparkassen. Deshalb betrifft § 340k Abs. 1 HGB nur die übrigen Kreditinstitute, also auch die Privatbanken.

## Geschichte
Die Privatbanken sind die älteste Bankengruppe in Deutschland, deren Wurzeln im Mittelalter liegen. Silfried Guldenschlaff, Jekil Humbrecht zu Schlammstein und Johann Palmstorffer zum Quydenbaum galten im Jahre 1403 als erste Privatbankiers Deutschlands. Älteste inhabergeführte Privatbank Deutschlands ist die im Jahre 1590 entstandene Berenberg Bank, gegründet von den Brüdern Hans und Paul Berenberg in Hamburg. Weitere traditionsreiche Privatbanken sind das 1674 entstandene Bankhaus Metzler oder die am 2. Januar 1748 gegründete Bethmann-Bank, die drittälteste Bank Deutschlands. Sie entstand durch Johann Philipp und Simon Bethmann, bis 1976 die Familiendynastie die Bank verließ und die Bayerische Vereinsbank einstieg. Im Februar 2004 begann die Delbrück Bethmann Maffei AG im alten Bethmannhof in Frankfurt als jüngste deutsche Privatbank. 1761 eröffnete das Bankhaus Löbbecke, 1785 Trinkaus, 1789 Sal. Oppenheim (wirbt mit „Privatbankiers seit 1789“) und 1790 das Bankhaus J. H. Stein. Aus ihm ging im Januar 1987 Marcard, Stein & Co hervor. Diese Bankhäuser verbindet Tradition, Selektion nach vermögenden Kundengruppen und Passivlastigkeit. Privatbanken beschränken ihre Geschäftstätigkeit meist auf Vermögensverwaltung und Bankgeschäfte im Rahmen des Private Banking. Der Begriff Private Banking klingt zwar nach „Private Bank“ und wird heute damit meist assoziiert, doch betreiben auch alle anderen Bankengruppen Private Banking. Die erste als Aktiengesellschaft geführte Privatbank war der A. Schaaffhausen’sche Bankverein, der seit dem 28. August 1848 als AG weitergeführt wurde. Das Bankhaus Lampe öffnete am 1. Oktober 1852, Merck Finck & Co folgte am 1. Juli 1870, Schröder, Münchmeyer, Hengst & Co. war das im Oktober 1969 entstandene Ergebnis einer Fusion von drei kleineren Regionalbanken, seit Juni 2005 firmiert sie unter der Firma UBS Deutschland AG. Viele der Privatbankiers des 19. Jahrhunderts waren jüdischen Ursprungs, so dass diese Banken während der Arisierung ab 1933 entweder liquidiert wurden oder durch deutsche Inhaber übernommen werden mussten. Aus dem 1885 gegründeten jüdischen Kölner Bankhaus Sternfeld & Tiefenthal ging wegen Arisierung 1938 das Bankhaus Hocker & Co. hervor, das im Juni 1955 nach dem Tod des Inhabers Hans Hocker (verstarb am 22. April 1954) der Kölner Bankierssohn Iwan David Herstatt übernahm. Sein Bankhaus I. D. Herstatt erlangte spätestens durch die spektakuläre Schließung am 26. Juni 1974 weltweite Bekanntheit. Als Europas größte Privatbank gilt das Bankhaus Sal. Oppenheim, das während der Arisierung von Robert Pferdmenges bis 1947 geführt wurde; seit dem 28. Oktober 2009 gehört sie zu 100 % der Deutschen Bank AG.
Im Dezember 2013 entfiel auf die Privatbanken ein Marktanteil (gemessen am Geschäftsvolumen) von 33,0 % (darin enthalten die Zweigstellen ausländischer Kreditinstitute; Großbanken 17,6 %), während die öffentlichen Kreditinstitute 31,3 % (darin 16,4 % Sparkassen) und die Genossenschaftsbanken 15 % erreichten.